# UFC Fight Night: Вудли vs. Эдвардс
UFC Fight Night: Вудли vs. Эдвардс (англ. UFC Fight Night: Woodley vs. Edwards, также известный как UFC Fight Night 171 и UFC on ESPN+ 29) было запланированным турниром по смешанным единоборствам, организованным Ultimate Fighting Championship, который первоначально планировалось провести 21 марта 2020 года на спортивной арене «The O2 Arena» в городе Лондон, Англия. Проведение турнира было отложено, а впоследствии полностью отменено из-за пандемии коронавирусной инфекции COVID-19.

## Подготовка турнира
В качестве главного события турнира выступал бой в полусреднем весе между бывшим чемпионом американцем Тайроном Вудли (#1 в рейтинге) и британцем ямайского происхождения Леоном Эдвардсом (#4 в рейтинге).

#### Изменения карда
Хотя это и не было официально объявлено промоушеном, ожидалось, что на турнире состоится бой в лёгком весе между Стиви Рэем и Марком Диакези. Однако Рэй был снят с карда в конце января по неизвестным причинам. Ожидается, что Диакези останется в карде против новичка промоушена Джая Герберта.
На турнире был запланирован бой в тяжелом весе между Рафаэлем Пессоа и Томом Аспинэллом. Однако по неизвестной причине Пессоа был заменен Джейком Колльером.

#### Пандемия COVID-19
В связи с пандемией коронавирусной инфекцией, UFC было приняло решение об отмене проведения турнира в Лондоне. Президент UFC Дана Уайт объявил, что планируется перенести место проведения турнира куда-нибудь в США. Это вызвало отмену большинства боёв, которые, как ожидалось, произойдут на этом событии, включая главное событие между Вудли и Эдвардсом (бывший чемпион, как ожидается, сразится с другим противником). Однако, 16 марта было объявлено, что проведение турнира полностью отменяется после того, как письмо Дэйны Уайта сотрудникам было доведено до сведения общественности. Это был первый раз, когда промоушен был вынужден отменить турнир из-за форс-мажорных обстоятельств. UFC также отменил два мероприятия, запланированные на 28 марта и 11 апреля.

## Анонсированные бои
Далее указаны бои, которые были официально анонсированы UFC и планировались до момента отмены турнира.
| Файткард | Файткард              | Файткард                            | Файткард | Файткард | Файткард                                | Файткард | Файткард | Файткард |
| -------- | --------------------- | ----------------------------------- | -------- | -------- | --------------------------------------- | -------- | -------- | --- |
| 1        | Полусредний вес       | Тайрон Вудли (Tyron Woodley)        | #1       | vs.      | Леон Эдвардс (Leon Edwards)             | #4       | [ 8 ]    | Бой отменён. Вудли перенесён на заглавный бой UFC on ESPN 9 (30 мая) с Гилбертом Бёрнсом |
| 2        | Полусредний вес       | Дэнни Робертс (Danny Roberts)       |          | vs.      | Николас Далби (Nicolas Dalby)           |          | [ 9 ]    | Бой впоследствии перенесён на UFC Fight Night: Уиттакер vs. Тилл |
| 3        | Средний вес           | Джек Маршман (Jack Marshman)        |          | vs.      | Кевин Холланд (Kevin Holland)           |          | [ 10 ]   | Бой отменён. Холланд перенесён на бой с Энтони Эрнандесом на обновлённом UFC on ESPN 8 (16 мая)                                                                                                 |
| 4        | Средний вес           | Даррен Стюарт (Darren Stewart)      |          | vs.      | Марвин Веттори (Marvin Vettori)         |          | [ 11 ]   | Бой отменён. Стюарт провёл бой с Бартошем Фабиньски на Cage Warior 113. Веттори перенесён для боя с Карлом Роберсоном на UFC Fight Night 173 (отменён)                                          |
| 5        | Легчайший вес         | Джек Шор (Jack Shore)               |          | vs.      | Жиралду ди Фрейтас (Geraldo de Freitas) |          | [ 12 ]   | Бой отменён |
| 6        | Лёгкий вес            | Марк Диакези (Marc Diakiese)        |          | vs.      | Джай Герберт (Jai Herbert)              |          | [ 13 ]   | Бой отменён. Впоследствии Диакези включён в кард UFC Fight Night: Фигейреду vs. Бенавидез 2. |
|          |                       |                                     |          |          |                                         |          |          | |
| 7        | Полутяжёлый вес       | Пол Крейг (Paul Craig)              |          | vs.      | Райан Спэнн (Ryan Spann)                |          | [ 14 ]   | Бой отменён. Спанн перенесён для боя с Сэмом Алви на обновлённом UFC 249 (9 мая). |
| 8        | Полулёгкий вес        | Лерон Мёрфи (Lerone Murphy)         |          | vs.      | Габриэль Бенитес (Gabriel Benítez)      |          | [ 15 ]   | Бой отменён. Бенитес перенесён для боя с Омаром Моралесом на обновлённом UFC Fight Night 171 (13 мая). Впоследствии Мёрфи включён в кард UFC Fight Night: Каттар vs. Иге (бой с Рикарду Рамус). |
| 9        | Жен. наилегчайший вес | Молли Маккэн (Molly McCann)         | #15      | vs.      | Эшли Эванс-Смит (Ashlee Evans-Smith)    |          | [ 16 ]   | Бой отменён. Впоследствии Маккэнн включена в кард UFC Fight Night: Каттар vs. Иге (бой с Тайлой Сантус).                                                                                        |
| 10       | Полулёгкий вес        | Майк Гранди (Mike Grundy)           |          | vs.      | Макван Амирхани (Makwan Amirkhani)      |          | [ 17 ]   | Бой отменён. Впоследствии Гранди включён в кард UFC Fight Night: Уиттакер vs. Тилл (бой с Мовсаром Евлоевым), Амирхани включён в кард UFC 251 (бой с Дэнни Генри).                              |
| 11       | Средний вес           | Джон Филлипс (John Phillips)        |          | vs.      | Душко Тодорович (Duško Todorović) (д)   |          | [ 18 ]   | Бой впоследствии перенесён на UFC Fight Night: Каттар vs. Иге. |
| 12       | Тяжёлый вес           | Том Аспинэлл (Tom Aspinall)         | д        | vs.      | Джейк Колльер (Jake Collier)            | д        | [ 19 ]   | Бой впоследствии перенесён на UFC Fight Night: Уиттакер vs. Тилл. |
| 13       | Полусредний вес       | Бартош Фабиньски (Bartosz Fabiński) |          | vs.      | Шавкат Рахмонов                         | д        | [ 20 ]   | Фабиньски провёл бой с Дарреном Стюартом на Cage Warrior 113. Впоследствии Рахмонов включён в кард UFC Fight Night: Уиттакер vs. Тилл (бой с Рамазаном Эмеевым).                                |